# Momarken Travbane
Momarken Travbane är en travbana som ligger i staden Mysen i Østfold fylke i sydöstra Norge. Banan öppnades 1920. På Momarken Travbane anordnas tävlingar i huvudsak på tisdagar, även om undantag förekommer.

## Om banan
Banovalen mäter 1 000 meter, och upploppet 240 meter, lika långt upplopp som på Leangen Travbane. Upploppen är Norges längsta. Ett flertal profiler är verksamma på banan, till exempel Cato Antonsen, Gøran Antonsen, Jens Kristian Brenne och Per Oleg Midtfjeld.

## Kända lopp
- Østfoldpokalen - för eliten bland kallblodiga hästar
- Steinlagers Æresløp - för eliten bland varmblodiga hästar
- Norskt Trav Oaks - för 3-åriga varmblod / kallblod
- Oaks Revansje  - för 4-åriga varmblod / kallblod